# Делла Белла, Арделио
Арделио Делла Белла (14 февраля 1655, Фоджа — 3 декабря 1737, Сплит) – хорватский католический священник, иезуит, проповедник, духовный писатель
, лексикограф, грамматик, миссионер, педагог, профессор богословия в Перудже и Флоренции, ректор богословской школы во Флоренции.

## Биография
Итальянского происхождения. Родился в старинной и знатной семье из Флоренции. Изучал философию и право в Неаполе. В 1677 году вступил в орден иезуитов в Риме.
С 1681 года жил в основном в Дубровнике, где три года преподавал латинский язык и литературу, а также красноречие в иезуитском колледже. При этом изучал хорватский язык. В 1684 году вернулся в Рим, чтобы продолжить обучение в Папском Григорианском университете. 
Делла Белла видел себя в роли миссионера, а не университетского профессора. Поэтому по собственному желанию вернулся в Дубровник, где работал с 1688 по 1691 год, с небольшим перерывом в 1689 году. Остаток своей жизни посвятил миссиям в далматинские регионы, отказался от должности профессора философии в Риме. В 1694 году вернулся в Дубровник, где был проповедником и миссионером, а с 1696 по 1702 год – ректором дубровницкой коллегии. Кроме того, в этот период организовал завершение строительства здания колледжа и начал строительство храма св. Игнатия. В середине 1702 года ненадолго вернулся в Италию на год, чтобы преподавать схоластическое богословие во Флоренции. В течение следующих 30 лет посетил 17 епархий по всей Далмации, а также работал в Герцеговине. 
Умер 3 декабря 1737 года в Сплите от инсульта, перенесенного четырьмя годами ранее.
Автор итало-латино-иллирийского словаря (1728 г., 2-е издание 1785 г.), содержащего около 30 000 слов, многочисленные ссылки местных писателей, а также обзор хорватской грамматики и обсуждение ударений. Оказал влияние на более поздних лексикографов и грамматиков. Его проповеди «Razgovori nauka Karstianskoga» были изданы несколько раз в Венеции.